# Істгем (Массачусетс)
Істгем (англ. Eastham) — місто (англ. town) в США, в окрузі Барнстебел штату Массачусетс. Населення — 5752 особи (2020).

### Клімат
| Клімат : Істгем              | Клімат : Істгем | Клімат : Істгем | Клімат : Істгем | Клімат : Істгем | Клімат : Істгем | Клімат : Істгем | Клімат : Істгем | Клімат : Істгем | Клімат : Істгем | Клімат : Істгем | Клімат : Істгем | Клімат : Істгем | Клімат : Істгем |
| Показник                     | Січ.            | Лют.            | Бер.            | Квіт.           | Трав.           | Черв.           | Лип.            | Серп.           | Вер.            | Жовт.           | Лист.           | Груд.           | Рік             |
| Середній максимум, °C        | 3,3             | 4,1             | 6,9             | 11,8            | 16,9            | 21,7            | 25,2            | 24,9            | 21,3            | 15,8            | 11,4            | 6,7             | 14,2            |
| Середня температура, °C      | −0,3            | 0,4             | 3,2             | 7,9             | 12,8            | 17,8            | 21,4            | 21,2            | 17,7            | 12,3            | 7,8             | 2,9             | 10,5            |
| Середній мінімум, °C         | −3,8            | −3,4            | −0,7            | 3,9             | 8,7             | 13,9            | 17,6            | 17,4            | 14,1            | 8,8             | 4,3             | −0,8            | 6,7             |
| Норма опадів, мм             | 95              | 82              | 105             | 109             | 84              | 90              | 70              | 98              | 91              | 106             | 109             | 98              | 1138            |
| Вологість повітря, %         | 71.4            | 69.4            | 67.8            | 69.0            | 71.6            | 75.5            | 78.0            | 77.9            | 77.4            | 74.3            | 71.2            | 69.7            | 72.8            |
| ---------------------------- | --------------- | --------------- | --------------- | --------------- | --------------- | --------------- | --------------- | --------------- | --------------- | --------------- | --------------- | --------------- | --------------- |
| Джерело: PRISM Climate Group |                 |                 |                 |                 |                 |                 |                 |                 |                 |                 |                 |                 |                 |

## Демографія
Згідно з переписом 2010 року, у місті мешкало 4956 осіб у 2388 домогосподарствах у складі 1487 родин. Було 5960 помешкань
Расовий склад населення:
| - 97,1 % — білих - 0,7 % — чорних або афроамериканців - 0,6 % — азіатів - 0,2 % — корінних американців - 0,1 % — вихідців з тихоокеанських островів |

До двох чи більше рас належало 1,1 %. Частка іспаномовних становила 1,5 % від усіх жителів.
За віковим діапазоном населення розподілялося таким чином: 12,7 % — особи молодші 18 років, 54,9 % — особи у віці 18—64 років, 32,4 % — особи у віці 65 років та старші. Медіана віку мешканця становила 56,6 року. На 100 осіб жіночої статі у місті припадало 87,1 чоловіків;  на 100 жінок у віці від 18 років та старших — 87,2 чоловіків також старших 18 років.
Середній дохід на одне домашнє господарство  становив 79 094 долари США (медіана — 62 143), а середній дохід на одну сім'ю — 100 682 долари (медіана — 77 652). Медіана доходів становила 56 128 доларів для чоловіків та 45 833 долари для жінок. За межею бідності перебувало 6,6 % осіб, у тому числі 11,7 % дітей у віці до 18 років та 4,4 % осіб у віці 65 років та старших.
Цивільне працевлаштоване населення становило 2226 осіб. Основні галузі зайнятості: освіта, охорона здоров'я та соціальна допомога — 19,9 %, роздрібна торгівля — 18,8 %, мистецтво, розваги та відпочинок — 14,4 %, науковці, спеціалісти, менеджери — 11,8 %.